# روكي كوبينغير
روكي كوبينغير (بالإنجليزية: Rocky Coppinger)‏ هو لاعب كرة قاعدة أمريكي، ولد في 19 مارس 1974 في إل باسو في الولايات المتحدة.

## وصلات خارجية
- روكي كوبينغير على موقع دوري كرة القاعدة الرئيسي (الإنجليزية)
- روكي كوبينغير على موقعبيزبول رفرنس.كوم (الدوري الرئيسي) (الإنجليزية)
- روكي كوبينغير على موقعبيزبول رفرنس.كوم (الدوري الثانوي) (الإنجليزية)
- روكي كوبينغير على موقع إي إس بي إن.كوم (أم.أل.بي) (الإنجليزية)
- روكي كوبينغير على موقع مشجعي الرسوم البيانية (الإنجليزية)